# Première bataille de Châtillon (1870)
Pour les articles homonymes, voir Bataille de Châtillon.
Guerre franco-prussienne
Batailles
- Chronologie de la guerre franco-prussienne de 1870
- Sarrebruck (08-1870)
- Wissembourg (08-1870)
- Forbach-Spicheren (08-1870)
- Wœrth (08-1870)
- Bitche (08-1870)
- Phalsbourg (08-1870)
- Borny-Colombey (08-1870)
- Strasbourg (08-1870)
- Mars-la-Tour (08-1870)
- Toul (08-1870)
- Gravelotte (08-1870)
- Metz (08-1870)
- Nouart (08-1870)
- Beaumont (08-1870)
- Noisseville (08-1870)
- Sedan (08-1870)
- Montmédy (09-1870)
- Soissons (09-1870)
- Siège de Paris et chronologie du siège (09-1870)
- Nompatelize (10-1870)
- Bellevue (10-1870)
- Châtillon (10-1870
- Châteaudun (10-1870)
- Buzenval (10-1870)
- Bourget (10-1870)
- Dijon (10-1870)
- Belfort (11-1870)
- La Fère (11-1870)
- Langres (11-1870)
- Bouvet et Meteor (navale) (11-1870)
- Coulmiers (11-1870)
- Thionville (11-1870)
- Châtillon-sur-Seine (11-1870)
- Villers-Bretonneux (11-1870)
- Beaune-la-Rolande (11-1870)
- Champigny (11-1870)
- Orléans (12-1870)
- Loigny (12-1870)
- Châteauneuf (12-1870)
- Beaugency (12-1870)
- Longeau (12-1870)
- l’Hallue (12-1870)
- Siège de Péronne (1871)
- Bapaume (01-1871)
- Villersexel (01-1871)
- Le Mans (01-1871)
- Héricourt (01-1871)
- Saint-Quentin (01-1871)
- Buzenval (01-1871)

La première bataille de Châtillon, ou combat de Châtillon, eut lieu le 19 septembre 1870, pendant la guerre franco-prussienne. Les troupes françaises sous les ordres du général Auguste-Alexandre Ducrot lancèrent une attaque sur la redoute de Châtillon, évacuée la veille.

## But
Le 18 septembre, le général Trochu, gouverneur de Paris, donne l'ordre au général Ducrot d'abandonner la redoute de Châtillon.
Cet abandon eut pour conséquence de permettre à l'état-major allemand d'achever au plus vite l'investissement de la capitale en contournant Paris, à l'ouest, en suivant la vallée de la Bièvre, et en se dirigeant sur Versailles par les bois de Verrières, Meudon et Clamart.
Surmontant les réserves de Trochu, qui s'en tenait à sa doctrine d'une défense de Paris reposant uniquement sur la ligne des forts, le général Ducrot avait obtenu gain de cause pour empêcher l'adversaire d'occuper le plateau de Montretout-Châtillon, position stratégique qui dominait, à bonne portée les forts de Vanves et d'Issy.

## Ordre de bataille
Forces françaises
- 15e régiment de marche, formé du 4e bataillon des 10e, 14e et 26e régiments d'infanterie de ligne qui eut 1 officier blessé[2].
- 16e régiment de marche, formé du 4e bataillon des 35e, 38e et 39e régiments d'infanterie de ligne qui eut 1 officier tué et 1 officier blessé[2].
- 17e régiment de marche, formé du 4e bataillon des 42e, 46e et 68e régiments d'infanterie de ligne qui eut 1 officier tué et 3 officiers blessés[2].
- 18e régiment de marche, formé du 4e bataillon des 82e, 88e et 97e régiments d'infanterie de ligne qui eut 1 officier blessé[2].
- 19e régiment de marche, formé du 4e bataillon des 16e, 27e et 58e régiments d'infanterie de ligne qui eut 2 officiers tués et 8 officiers blessés[2].
- 21e régiment de marche, formé du 4e bataillon des 5e, 37e et 56e régiments d'infanterie de ligne qui eut 1 officier blessé[2].
- 22e régiment de marche, formé du 4e bataillon des 72e, 76e et 99e régiments d'infanterie de ligne qui eut 1 officier blessé[2].
- 7e compagnie du 3e bataillon de chasseurs à pied qui eut 1 officier blessé[2].
- Régiment de marche de zouaves, qui était formé d'un bataillon des 1er, 2e et 3e régiments de zouaves qui eut 1 officier mort des suites de ses blessures et 1 officier blessé.
- 1er régiment de gendarmerie (cavalerie), formé à 6 escadrons qui eut 4 officiers blessés[2]..
- 2e régiment de marche de cuirassiers, formé des cent-gardes (1er escadron), des carabiniers de la Garde et des cuirassiers de la Garde (2e et 3e escadrons) et du 1er cuirassiers (4e escadron) qui eut 1 officier blessé.
- 18e batterie du 3e régiment d'artillerie qui eut 1 officier blessé.
- 17e batterie du 11e régiment d'artillerie qui eut 1 officier blessé.
- 13e batterie du 19e régiment d'artillerie qui eut 2 officiers blessés.

## La bataille
Vers 2 heures du matin, la grand'Garde de la « Grange-Dame-Rose », à Vélizy, est subitement attaquée par une reconnaissance d'une centaine de fantassins bavarois appuyés par un peloton de dragons. Après une faible résistance les zouaves se replient, laissant 12 morts et 34 prisonniers entre les mains de l'ennemi, qui n'ose toutefois pousser plus loin son avancée.
Le 19 septembre, à 5 heures du matin, le général Ducrot engagea le 14e corps sur trois colonnes, protégées par un épais brouillard. À 7 heures, 72 canons français ouvrent une vive canonnade vers les bois. Surpris, les Allemands commencent à céder du terrain et se retranchent dans les bois de Verrières. À 7h30, l'artillerie ennemie apparaît à la lisière du bois et réplique. Les Français s'apprêtaient à lancer un assaut décisif, lorsqu'ils reçurent l'ordre de se replier.
En effet, la division Caussade, qui constituait l'aile droite, était en pleine débandade. Le 16e régiment de marche qui était en tirailleur dans les sous-bois se trouve au contact avec les Prussiens donnant lieu à une fusillade extrêmement vive. Arrive un bataillon de mobile de la Seine qui commence aussi à tirailler. Il s'ensuit un certain désordre et les Prussiens s'emparent d'une position où ils amènent immédiatement leur artillerie qui envoie une grêle d'obus et de boulets. Les conscrits, qui composaient le bataillon de mobile, furent pris de panique, et aux premiers sifflements des obus ils se couchèrent par terre, pendant que l'infanterie prussienne avançait toujours. À 9 heures, la première ligne française s'était repliée sous les forts de Montrouge et de Vanves.
Toute offensive étant devenue impossible et les Allemands gagnant du terrain, il fallut dès 8 heures se résigner à la retraite sous la protection de l'artillerie. Le 2e corps bavarois se heurta toutefois jusqu'au milieu de l'après-midi à une forte résistance française. À l'extrémité nord du plateau où était située la redoute de Chatillon, que le général Ducrot espérait encore conserver.
Il dut évacuer la position en apprenant que non seulement la division Caussade, sur sa droite avait regagné Paris, mais que la division de Maussion, sur sa gauche, avait également abandonné ses positions de Bagneux et Fontenay-aux-Roses. Il ne lui restait plus qu'à se replier sur Montrouge. Si les 72 pièces d'artillerie françaises avaient tiré dans la journée près de 11 000 coups de canon, le véritable engagement avait été assez bref et les pertes ne furent pas trop élevées.

## Bilan
Le 20 septembre, le général Trochu craignant une attaque en force de la capitale fait évacuer les positions extérieures de la ceinture des forts, et dynamiter les ponts de Billancourt, de Sèvres, de Saint-Cloud, d'Asnières, de Clichy et de Saint-Ouen